# Sveti Josip
Sveti Josip – wieś w Chorwacji, w żupanii varażdińskiej, w gminie Bednja. W 2011 roku liczyła 3 mieszkańców.